# فشراه
فشراه یک منطقهٔ مسکونی در امارات متحده عربی است که در رأس‌الخیمه واقع شده‌است. فشراه ۱۴۱ متر بالاتر از سطح دریا واقع شده‌است.